# Вуд-Дейл (Іллінойс)
Вуд-Дейл (англ. Wood Dale) — місто (англ. city) в США, в окрузі Дюпаж штату Іллінойс. Населення — 14 012 особи (2020).

## Географія
Вуд-Дейл розташований за координатами 41°57′59″ пн. ш. 87°58′51″ зх. д. / 41.96639° пн. ш. 87.98083° зх. д. (41.966306, -87.980851).  За даними Бюро перепису населення США в 2010 році місто мало площу 12,52 км², з яких 12,23 км² — суходіл та 0,30 км² — водойми.

## Демографія
Згідно з переписом 2010 року, у місті мешкало 13 770 осіб у 5171 домогосподарстві у складі 3654 родин. Густота населення становила 1099 осіб/км².  Було 5529 помешкань (441/км²).
Расовий склад населення:
| - 83,4 % — білих - 5,2 % — азіатів - 1,2 % — чорних або афроамериканців - 0,2 % — корінних американців - 7,7 % — осіб інших рас |

До двох чи більше рас належало 2,1 %. Частка іспаномовних становила 20,3 % від усіх жителів.
За віковим діапазоном населення розподілялося таким чином: 21,0 % — особи молодші 18 років, 62,4 % — особи у віці 18—64 років, 16,6 % — особи у віці 65 років та старші. Медіана віку мешканця становила 41,7 року. На 100 осіб жіночої статі у місті припадало 97,9 чоловіків;  на 100 жінок у віці від 18 років та старших — 95,4 чоловіків також старших 18 років.
Середній дохід на одне домашнє господарство  становив 78 191 долар США (медіана — 62 964), а середній дохід на одну сім'ю — 87 436 доларів (медіана — 72 225). Медіана доходів становила 53 207 доларів для чоловіків та 41 327 доларів для жінок. За межею бідності перебувало 11,2 % осіб, у тому числі 16,9 % дітей у віці до 18 років та 4,5 % осіб у віці 65 років та старших.
Цивільне працевлаштоване населення становило 6887 осіб. Основні галузі зайнятості: виробництво — 20,0 %, освіта, охорона здоров'я та соціальна допомога — 14,5 %, роздрібна торгівля — 12,8 %.